# 太安街道
太安街道，是中华人民共和国吉林省辽源市西安区下辖的一个乡镇级行政单位。

## 行政区划
太安街道下辖以下地区：
永泰社区、隆泰社区、民泰社区、康泰社区、安泰社区和鸿泰社区。